# Implante (medicina)
Un implante es un dispositivo médico creado para reemplazar, ayudar o mejorar alguna estructura biológica faltante. Los implantes quirúrgicos están hechos para los humanos, en contraste a un trasplante, en el cual se trasplanta tejido biomédico. La superficie de los implantes que llegan a tener algún tipo de contacto con el cuerpo pueden estar hechos de biomateriales, como: titanio, silicona, o apatito dependiendo de qué sea más funcional. Los metales biodegradables en esta categoría son las aleaciones a base de magnesio y las aleaciones a base de hierro, aunque recientemente también se ha investigado el zinc. Actualmente, los usos de los metales biorreabsorbibles son como implantes de fijación de fracturas. En algunos casos los implantes poseen materiales electrónicos, como por ejemplo un marcapasos y un implante coclear. Algunos implantes son bioactivos, tales como los dispositivos de administración de fármacos subcutáneos en forma de pastillas implantables o un estent.

## Aplicaciones
Ejemplos de implantes son clips de metal o algún polímero con el cual se trata de prevenir hemorragias. También existen bucles de cierre automático, basados en la construcción de un cable tradicional, diseñado para cirugía. Existen dispositivos como el LigaTie®, el cual está destinada para fines de ligación. Logrando esto mediante la compresión de tejido para prevenir cualquier tipo de hemorragia. Este mismo material es usado en la sutura quirúrgica, por lo tanto el implante puede permanecer en el cuerpo donde después el material es reabsorbido por el tejido. 
Una malla quirúrgica puede ser usada para brindarle soporte al tejido en el proceso de la reparación de una hernia, sin embargo, puede ser que el implante no sea reabsorbido.
Un implante anticonceptivo es usado para como anticonceptivo ya que es un tubo pequeño y flexible que mide cerca de 40mm, el cual es insertado dentro de la piel (típicamente en la parte superior del brazo) por un doctor. El implante forma parte de uno de los métodos anticonceptivos de mayor eficacia.

## Clasificación

### Clasificación en los Estados Unidos
Los dispositivos médicos están clasificados por la Food and Drug Administration (FDA) bajo tres diferentes clases dependiendo en los riesgos que el dispositivo médico puede presentar al usuario. 
- Clase I: Los dispositivos pertenecientes a esta clase están considerados como los que menos riesgo presentan para el usuario, por lo que no requerirá mucho control. En esta categoría se incluye a los dispositivos simples como eslingas de brazos e instrumentos quirúrgicos portátiles.
- Clase II: En esta categoría están considerados los dispositivos que necesitan más regulación que los de Clase I, así mismo, requieren requisitos específicos antes de que la FDA les de su aprobación. Aquí se incluyen a los Rayos X y monitores fisiológicos.
- Clase III: Los dispositivos que pertenecen a esta clase son los que más controles regulatorios poseen ya que estos son capaces de mantener con vida a un ser humano. En esta categoría se encuentran la válvulas de corazón y los implantes de estimulación cerebral. 
Casi todos los dispositivos médicos pertenecen a Clase II y Clase III.

## Complicaciones
En condiciones ideales, los implantes deberían iniciar la respuesta del huésped deseada. Idealmente, el implante no debería causar ninguna reacción no deseada de los tejidos vecinos o distantes. Sin embargo, la interacción entre el implante y el tejido que se encuentra alrededor del implante puede propiciar complicaciones. El proceso de implantación de un dispositivo médico está sujeto a las mismas complicaciones que otros procedimientos médicos invasivos pueden tener durante o después de una cirugía. Comúnmente estas complicaciones incluyen infección, inflamación y dolor. Otras complicaciones pueden ser el riesgo que existe de que el implante sea rechazado. Dependiendo del tipo de implante, las complicaciones varían.[cita requerida]
Cuando el lugar en donde se encuentra un implante se ha infectado durante o después de una cirugía, el tejido que lo rodea se infecta con microorganismos. Las infecciones posteriores a la operación pueden dividirse en tres categorías principales:
- Infección superficial: infección causada por organismos que comúnmente crecen cerca o sobre la piel. La infección suele ocurrir en la abertura quirúrgica.
- Infección profunda inmediata: ocurre inmediatamente después de la cirugía en el lugar del implante. Es provocada por una bacteria, la cual entra al cuerpo pegándose a la superficie del implante antes de la implantación. Aunque no es usual que suceda, también puede ser provocada por una bacteria inactiva de infecciones previas ya que, en el sitio donde se va a llevar a cabo la implantación, puede activar a dichas bacterias.
- Infección tardía: infección que aparece meses o años después de la implantación. Son causadas por una bacteria transmitida por la sangre adherida al implante antes de la implantación. Esta bacteria transmitida por la sangre coloniza el implante y eventualmente se libera del mismo. Dependiendo del tipo de material del cual esté fabricado el implante, se puede disipar la infección con antibióticos. Sin embargo, solamente algunos tipos de materiales aceptan antibióticos para disminuir las infecciones. Además, el uso de antibióticos incrementa el riesgo de que el cuerpo rechace al implante ya que el antibiótico puede provocarle hipersensibilidad al paciente y que el antibiótico no ataque a la bacteria.
La inflamación, un incidente común después de un procedimiento quirúrgico, es la respuesta del cuerpo hacia un daño provocado a un tejido como resultado de un trauma, infección, intrusión de materiales foráneos o como parte de la respuesta inmune del cuerpo. La inflamación comienza con la dilatación rápida de los capilares para suplir el tejido local con sangre, provocando la hinchazón del tejido y, probablemente, muerte celular. El exceso de sangre (edema) puede activar los receptores de dolor en el tejido. El sitio de la inflamación comienza a calentarse por los disturbios locales de la afluencia de fluidos y el aumento de la actividad celular para reparar el tejido o remover escombros del sitio afectado.
La coagulación inducida por implantes se parece al proceso de coagulación realizado dentro del cuerpo para prevenir la pérdida de sangre provocada por el daño de vasos sanguíneos. Sin embargo, el proceso de coagulación es disparado por proteínas que se adhieren a la superficie del implante y pierden su forma. Cuando esto pasa, la proteína cambia su conformación y activa diferentes sitios para se expuesto, lo que pierde disparar la respuesta del sistema inmune cuando el cuerpo intenta atacar el implante para remover del cuerpo al material desconocido. La respuesta del sistema inmune puede provocar una inflamación crónica en la cual el implante es rechazado y debe ser extraído del cuerpo. El sistema inmune puede encapsular el implante en un intento de extraer el material desconocido del sitio donde se encuentra el tejido. La encapsulación del implante puede provocar más complicaciones, ya que las capas gruesas de la encapsulación fibrosa pueden impedir que el implante realice las funciones deseadas, o bien, que una bacteria ataque la encapsulación fibrosa y se incruste dentro de las fibras. Debido a que las capas y las fibras son gruesas, los antibióticos no son capaces de alcanzar la bacteria, por lo que esta crece e infecta el tejido que la rodea. Para eliminar la bacteria, el implante debe ser extraído. Una respuesta similar ocurre cuando el cuerpo inicia una acción contra alguna alergia. En este caso, el implante también deberá ser retirado.

## Fracasos
Hay muchos fracasos en los implantes, incluidos la ruptura de la silicona en los implantes de mama, los reemplazos de caderas y las válvulas artificiales de corazón, así como la válvula Bjork-Shiley. La consecuencia de estos fracasos depende de la naturaleza del implante y su posición dentro del cuerpo. Así, el fracaso de la válvula artificial de corazón provoca una amenaza directa a la vida de una persona, mientras que el fracaso de los implantes de senos o de caderas no amenaza directamente la vida del individuo.
Los aparatos implantados directamente en la materia gris del cerebro producen señales de alta calidad, pero son propensos a la formación de tejido cicatricial cuando el cuerpo reacciona a un objeto foráneo en el cerebro, lo que debilita la señal o, incluso, la elimina.
En 2018, Implant files, una investigación realizada por ICIJ reveló que varios aparatos médicos inseguros que no habían sido sujetos a las pruebas debidas habían sido implantados en los cuerpos de los pacientes.